# Michał Elwiro Andriolli
Michał Elwiro Andriolli en lituà: Mykolas Elvyras Andriolis; en italià: Elviro Michele Andriolli, (Vílnius, 2 de novembre de 1836 - Nałęczów, 23 d'agost de 1893) va ser un pintor i arquitecte polonès - lituà d'ascendència italiana. Es destaca per les seves il·lustracions en el poema èpic Pan Tadeusz de l'autor Adam Mickiewicz, així com a la construcció distintiva de vil·les edificades als afores de Varsòvia.
Andriolli va néixer a Vílnius, fill de Francesco Andriolli, un emigrant italià, veterà de la Gran Armée de Napoleó Bonaparte. El 1855, es va traslladar a Moscou, on va començar els seus estudis a l'Escola de Pintura i Escultura i es va graduar en 1858 a l'Acadèmia Imperial d'Art de Sant Petersburg. Andriolli va rebre una beca i el 1861 es va traslladar a Roma, on va continuar els seus estudis a l'Accademia di San Luca. Va tornar a Lituània i va participar en l'Aixecament de gener que va començar el 22 de gener de 1863 contra l'Imperi Rus. Detingut per les autoritats tsaristes, va aconseguir escapar de la presó de Kaunas i arribar a Londres i després a París.
Com a emissari del Comitè de la Gran Emigració polonesa, va tornar al seu país, sent novament detingut el 1866. Jutjat per la seva part en la revolta, va ser condemnat a treballs forçats a Viatka. Indultat el 1871, Andriolli es va traslladar a Polònia i es va instal·lar a Varsòvia, on va treballar com il·lustrador per a diversos diaris. Aquest treball li portar a ser reconegut com un dels millors il·lustradors de l'època, el que li va fer aconseguir contractes per il·lustrar algunes obres clàssiques de la literatura polonesa, en particular les obres d'Adam Mickiewicz, Juliusz Słowacki i Józef Ignacy Kraszewski. El seu treball de les primeres edicions de Pan Tadeusz i Konrad Wallenrod, realitzades entre 1879 i 1882, és considerat com una icona de la literatura polonesa.
Entre 1883 i 1886 va viure a París on va treballar a il·lustrar les edicions en francès de les obres de William Shakespeare i James Fenimore Cooper. Al seu retorn va preparar diversos frescs per a diverses esglésies especialment de Kaunas.
Als últims anys de la seva vida, Andriolli va trobar refugi en una petita vil·la que va dissenyar per a si mateix a la vora d'Anielin al territori que actualment és la ciutat d'Otwock a la vora del riu Świder, a prop de Varsòvia. A més a més de la seva pròpia casa, en va dissenyar altres de la zona, creant un estil arquitectònic distintiu dels suburbis de Varsòvia. El «świdermajer», com més tard va ser anomenat per Konstanty Ildefons Gałczyński, era una barreja eclèctica de l'arquitectura de fusta tradicional de la regió de Masòvia i l'estil de Sibèria. Continua sent un tret distintiu de molts dels suburbis de Varsòvia. Michał Andriolli va morir el 23 d'agost de 1893 a Nałęczów i està enterrat al cementiri local.

## Obres
Michał Elwiro Andriolli va il·lustrar molts llibres d'autors polonesos, entre ells: 
- Eliza Orzeszkowa la novel·la titulada Meir Ezofowicz,
- Adam Mickiewicz - Pan Tadeusz,
- Józef Ignacy Kraszewski - Stara Baśń, 1879
- Antoni Malczewski - Marya, 1876[2]
- Władysław Mickiewicz- Les Récits d'un vieux gentilhome polonais, 1866.[3]

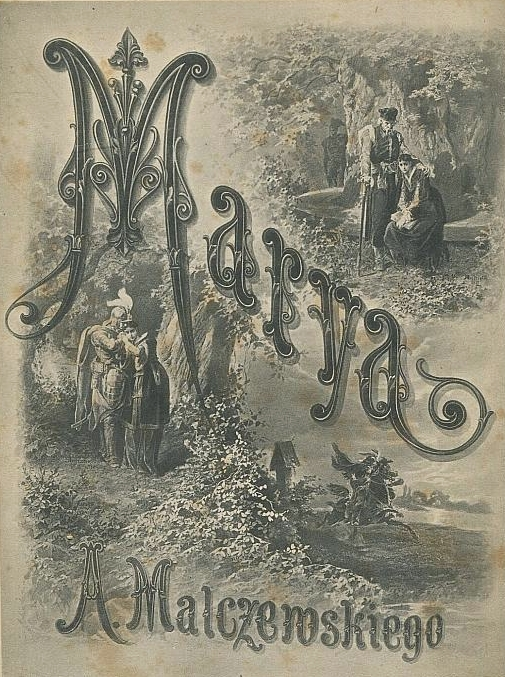
Portada del llibre d'Antoni Malczewski de 1876 Marya.
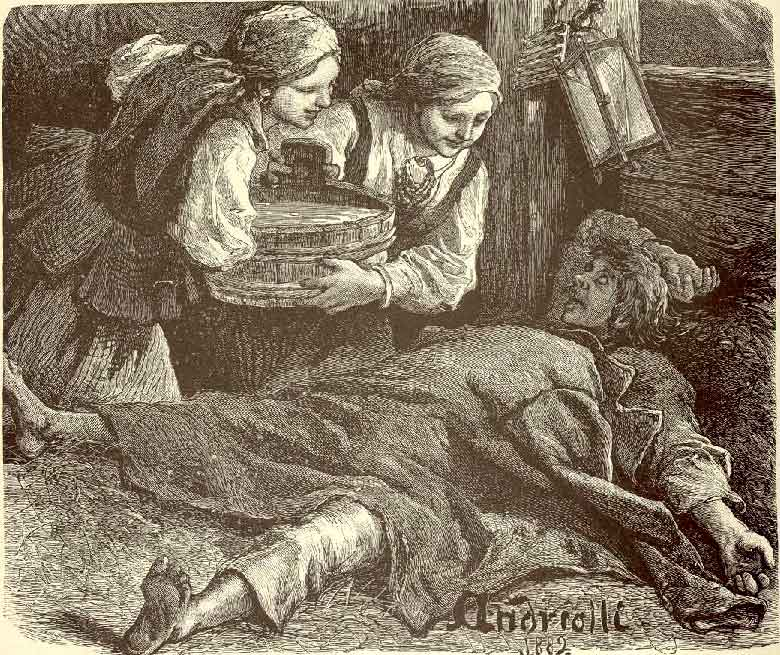
Śmigus-Dyngus
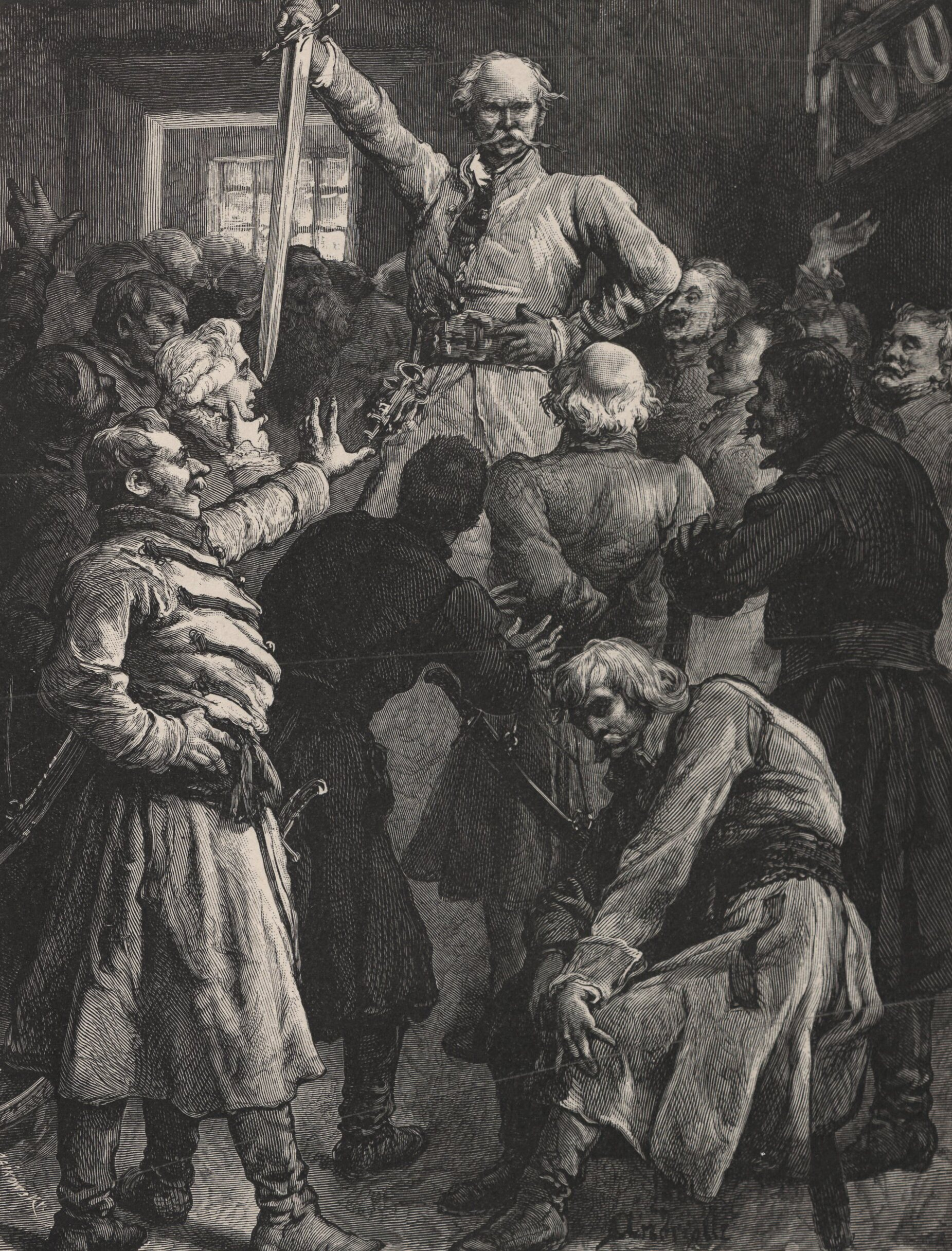
Il·lustració d'Andriolli per a Pan Tadeusz
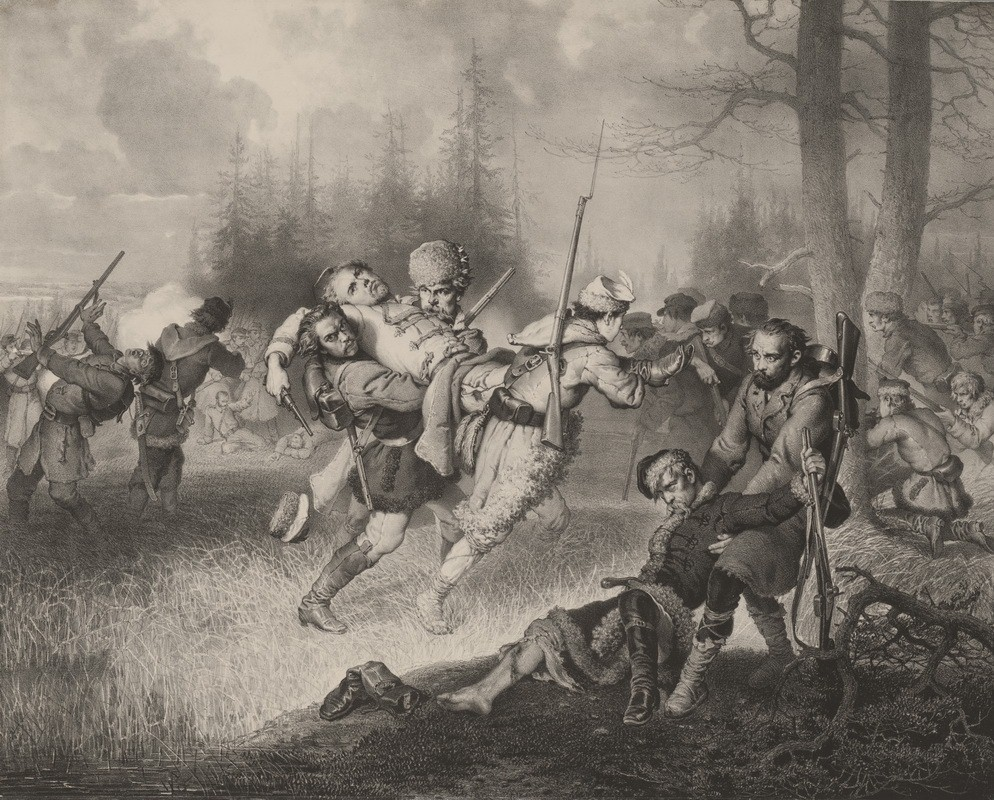
Michał Elwiro Andriolli. Mort de Ludwik Narbutt a Dubichi (Imperi Rus). Museu Nacional de Lituània.